# Брутус Бифкейк
Эдвард Харрисон Лесли (англ. Edward Harrison Leslie, род. 21 апреля 1957, Тампа, Флорида) — бывший американский рестлер, наиболее известный по работе в World Wrestling Federation (WWF) под именем Бру́тус «Ба́рбер» Бифке́йк (англ. Brutus "The Barber" Beefcake). Позже он работал в World Championship Wrestling (WCW) под множеством имён.
За свою карьеру Лесли завоевал девять титулов, в частности является бывшим командным чемпионом мира WWF вместе с Грегом Валентайном. Он также боролся за главные одиночные титулы на PPV-шоу и телевидении, участвовал в Starrcade 1994 года в матче против чемпиона мира WCW в тяжелом весе Халка Хогана. Лесли был введен Хоганом в Зал славы WWE класса 2019 года.

## Карьера в рестлинге

### Ранняя карьера (1977—1984)
Лесли начал свою карьеру вместе с Терри Боллеа в 1977 году. В то время их называли братьями. Лесли был Эдом Боулдером, когда Боллеа выступал как Терри Боулдер, и Диззи Хоганом, когда Боллеа становился Халком Хоганом. В последующие годы это вызвало путаницу среди фанатов, многие из которых действительно верили, что Лесли и Боллеа были настоящими братьями. Лесли недолго выступал на территории Mid-South Билла Уоттса и в World Wrestling Federation (WWF) в 1980 году. В интервью, взятом в 2000 году, он вспоминал, что его первым матчем был матч с Роном Слинкером против Окса Бейкера и Эрика Рыжего.

### World Wrestling Federation (1984—1993)

#### «Команда мечты» (1984—1987)
Лесли вернулся в WWF под именем Брутус Бифкейк в конце 1984 года под руководством Джонни Валианта. Представленный в ролике, который изображал его как мужчину-стриптизера (см. «Бифкейк»), Бифкейк был тщеславным персонажем, который одевался в необычные наряды. Как одиночный рестлер, он враждовал с Дэвидом Саммартино, с которым он боролся до двойной дисквалификации на первой WrestleMania в «Мэдисон-сквер-гарден», и с чемпионом мира WWF в тяжелом весе Халком Хоганом. Хоган отомстил Бифкейку после того, как он и Валиант травмировал протеже Хогана, Хиллбилли Джима (на шоу в Сан-Диего в феврале 1985 года), Хиллбилли появился в углу Хогана на матче между Хоганом и Бифкейком. Летом 1985 года Бифкейк начал работать в команде с Грегом «Молотом» Валентайном. Они стали известны как «Команда мечты». Вскоре они начали противостоять «Американскому экспрессу» (Майк Ротундо и Барри Уиндем) в борьбе за титул командных чемпионов WWF. Поначалу «Американский экспресс» успешно справлялся с этими вызовами, но на шоу 24 августа «Команда мечты» завоевала титулы после того, как Бифкейк ткнул зажженной сигарой Валианта в глаз Уиндема. Они защищали пояса в течение восьми месяцев, в основном от реформированного «Американского экспресса» (Дэн Спайви заменил ушедшего Уиндема) и «Британских бульдогов». На WrestleMania 2 «Команда мечты» проиграла титул «Британским бульдогам». Они не имели успеха в реваншах за титул и вскоре опустились до статуса середняков.

#### Барбер (1987—1990)

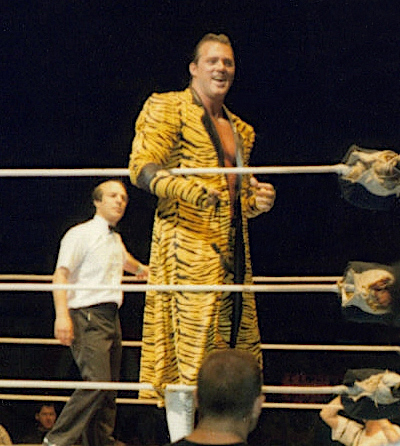
Бифкейк в 1986 году

«Команда мечты» распалась на WrestleMania III. После победы над «Братьями Ружо» команда поссорилась, и Бифкейк остался на ринге, а Валентайн и Валиант ушли с Дино Браво. Это послужило толчком к тому, что Бифкейк стал фейсом. В следующем матче Бифкейк помог Родди Пайперу победить Адриана Адониса, приведя в чувство Пайпера после того, как Адонис лишил его сознания. По условиям матча, Адонису должны были побрить голову. Бифкейк выполнил это задание и получил прозвище «Барбер». После этого Бифкейк стал приносить на ринг садовые ножницы (ручки которых были обмотаны лентой, чтобы напоминать парикмахерские вывески) и использовать усыпляющий прием (до этого он был фирменным приемом Пайпера и Адониса, который оба активно использовали в матче на WrestleMania III) в качестве завершающего приема. После матча он расхаживал по рингу, «щелкая» пальцами, как ножницами, в знак того, что собирается отрезать волосы побежденному противнику. При этом (используя либо ножницы, либо электробритву) он подбрасывал горсти волос в воздух на потеху своим фанатам.
После того, как Бифкейк вышел победителем из вражды с бывшим партнером Валентайном и бывшим менеджером Валиантом, он сразился с интерконтинентальным чемпионом WWF в тяжелом весе Хонки-тонк Меном. Бифкейк поклялся не только завоевать титул, но и усыпить Хонки и отрезать его волосы. Бифкейк так и не выполнил эту клятву, поскольку Хонки в большинстве их матчей дисквалифицировали (титулы в рестлинге обычно не переходят из рук в руки при дисквалификации). Хонки часто помогала таинственная блондинка с хвостиком и солнечными очками по имени Пегги Сью (чемпионка WWF среди женщин Шерри Мартел обычно играла роль этого персонажа во время телепросмотров и PPV-шоу, а на домашних шоу это был Джимми Харт в костюме). В ответ Бифкейк представил свою собственную женщину — Джорджину (Джордж «Животное» Стил в костюме). Вражда завершилась на WrestleMania IV, где Хонки снова был дисквалифицирован после вмешательства Харта. Хотя Хонки удалось спастись с титулом и своими волосами, Бифкейк поймал Харта в конце матча и унизил его частичной стрижкой.

Бифкейк также враждовал с «Изгоем» Роном Бассом в 1988 году, начиная с того, что Басс напал на него после матча на Superstars of Wrestling, ранив его голову шпорой. В результате травмированный Бифкейк пропустил запланированный матч за звание интерконтинентального чемпиона WWF в тяжелом весе против Хонки-тонк Мена на первом шоу SummerSlam 29 августа.

## Титулы и достижения
- Alabama Wrestling Federation
  - Командный чемпион AWF (1 раз) — с Грегом Валентайном
- Brew City Wrestling
  - Командный чемпион BCW (1 раз) — с Грегом Валентайном[7]
- Championship Wrestling International
  - Чемпион CWI в тяжёлом весе (1 раз)[8]
- Southeastern Championship Wrestling
  - Юго-восточный командный чемпион NWA (3 раза) — с Кеном Лукасом (2), и Робертом Фуллером (1)
- International Wrestling Association
  - Телевизионный чемпион IWA (1 time)[9]
- Legends Pro Wrestling
  - Зал славы XWF/LPW (2008 и 2010)
- Maple State Wrestling/Slam All-Star Wrestling
  - Командный чемпион MSW/SAW (1 раз) — с Шейном Уильямсом[10]
- New England Wrestling Alliance
  - Чемпион NEWA в тяжёлом весе (1 раз)
- World Wide Wrestling Alliance
  - Чемпион WWWA в тяжёлом весе (1 раз)[11]
- World Wrestling Federation/WWE
  - Командный чемпион WWF (1 раз) — с Грегом Валентайном[2]
  - Зал славы WWE (2019)
- Pro Wrestling Illustrated
  - № 75 в топ 500 рестлеров в рейтинге PWI 500 в 1995[12]

### Lucha de Apuestas record
| Победитель              | Проигравший       | Место          | Шоу                             | Дата           | Прим.  |
| ----------------------- | ----------------- | -------------- | ------------------------------- | -------------- | ------ |
| Брутус Бифкейк (волосы) | Рон Басс (волосы) | Тампа, Флорида | Saturday Night’s Main Event XIX | 7 декабря 1988 | [ 13 ] |